# ワイプアウト (テレビ番組)
『ワイプアウト』（Wipeout）とは、「世界最大」と銘打たれた障害物コースで一般出場者達が競うアメリカ合衆国のアトラクション番組シリーズである。
番組の司会進行およびコメンテイター役はジョン・ヘンソンとジョン・アンダーソンで、ほかジル・ワグナーが「現地」レポーターを務めた。同番組は2008年6月24日から最終話の2014年9月7日までABCで放送された。ある1シーズンではヴァネッサ・ラシェイが暫定司会者を務めた。製作および総指揮はマット・クニッツとスコット・ラーセン、番組の配給はエンデモル・シャイン北米によって行われた。この番組は、カリフォルニア州サンタクリタのキャニオン郡にあるセーブル・ランチ（Sable Ranch、ロサンゼルスから北に約64kmの場所）で収録された。 
日本との関連では、この番組が『風雲!たけし城』や「筋肉番付シリーズ」との類似が指摘される内容だったため、日本のTBSテレビが米ABCに対して法的告訴を行ったことで知られる。

## 歴史
この番組シリーズはABCにて2008年6月24日に初回放送された。パイロット番組は不評で共同司会のイーロン・ゴールドは交代させられた。
プロデューサーは「代わりの面白司会者」として最終的にジョン・ヘンソンを登場させた。第1シーズンの成功は、イギリスやアルゼンチンなどの国々で2009年1月に初放送される国際版『ワイプアウト』シリーズを生み出した。
2008年12月8日、NBCのスーパーボウル試合放送に対して、ABCはワイプアウトの番組スターが勢揃いする『ワイプアウト・ボウル』という番組タイトルで対抗する計画を発表した。試合直後に放送されたこの番組では、男性の「カウチポテト」なスポーツファンと対決する女性チアリーダーが主役となっていた。この1時間特番で、モニカ・カウフマンが番組初の女性優勝者になった。
第2シーズンは2009年夏に放送された。TV Week誌によると、2009年に『ワイプアウト』は世界で3番目に人気のあるゲームアトラクション番組となった。2009年7月22日に、『ワイプアウト』は同年9月に撮影開始となる第3シーズンに向けたリニューアルが行なわれた。
番組の第3シーズンは、6月1日にシリーズ先駆けとなる2時間特別の「ブラインド・デート」という話を挿し挟んで、2010年6月22日に初回放送されたその後ABCは、シーズン3には女性専用や家族専用といったテーマを決めたエピソードが登場すると発表した。2010年9月14日に消防士や警官を含むアメリカの英雄達が何名か出場した第3シーズンの最終話「アメリカ最上位版(America's Finest Edition)」が放送された。

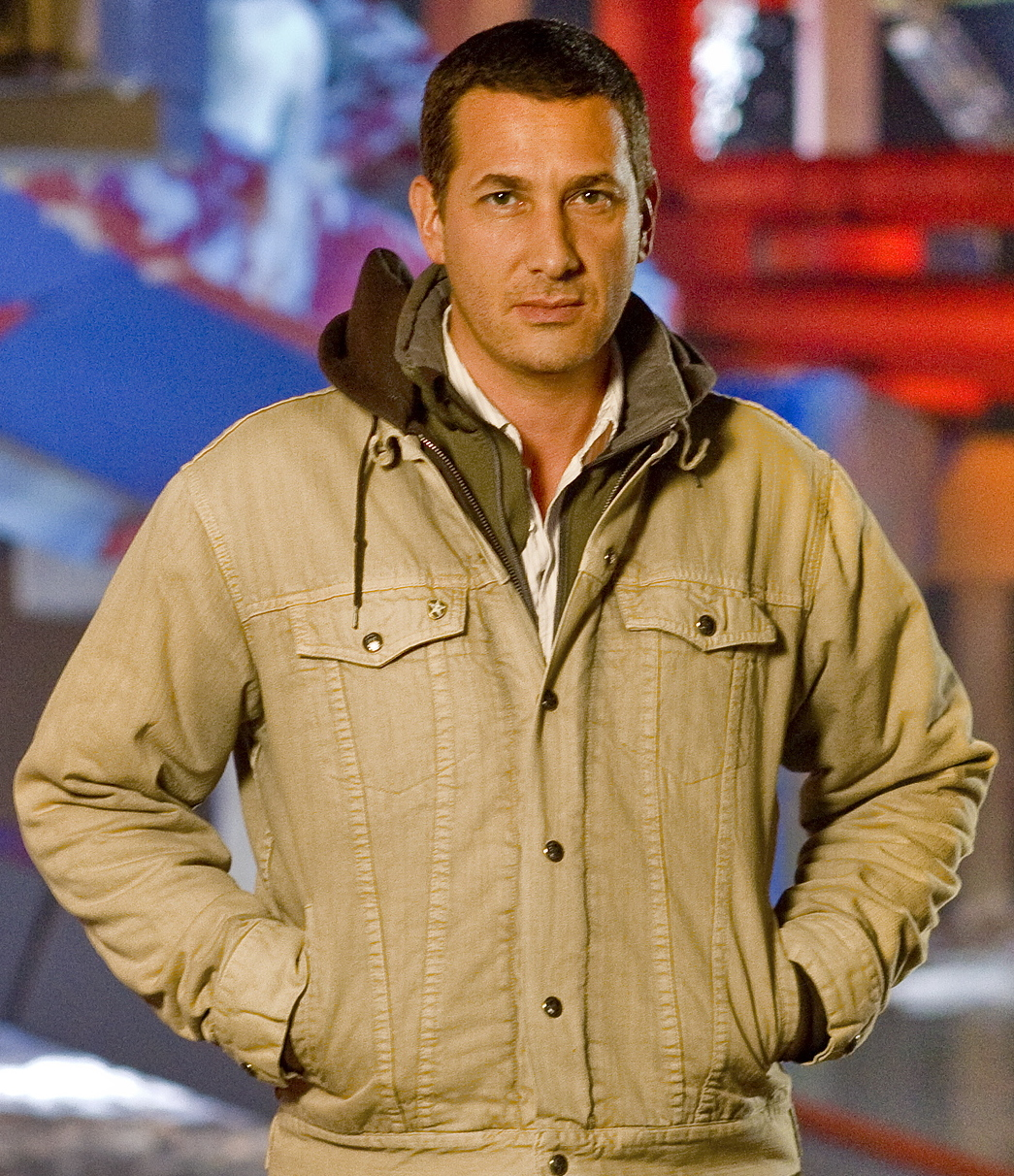
共同制作者兼総指揮のマット・クニッツ。ワイプアウトのコース上にて、2010年

2010年8月15日に、ABCは番組が第4シーズンについて契約済みだと発表し「ワイプアウトは確固たる視聴率維持力を有する近年始まった唯一のリアリティ放送シリーズという特徴がある」と付け加えた。同年10月13日、ABCは第4シーズンを冬、春、夏の3区分（冬のエピソードが8話、春が7話、夏が17話の合計32話）に分ける計画を発表した。2011年1月6日に第4シーズンが初回放送された。
2011年6月16日、ABCは番組が5シーズン目に更新されたことを発表し、番組の共同司会ジル・ワーグナーと入れ換えでヴァネッサ・ラシェイが加入すると発表された。冬ワイプアウトの新エピソードは「Winter Wipeout：Deck the Balls」と題されたクリスマスの特別番組で2011年12月8日に始まった。この年に、同時配給されているワイプアウトの再放送がtruTVとTBS (米)で始まった。
2012年8月29日、ワイプアウトは第6シーズンに向けた刷新が行われた。さらに、元司会者のジル・ワグナーが1シーズン不在を経てこのシリーズに復帰することが発表されたジョン・ヘンソンとジョン・アンダーソンも司会として戻ってきた。
2012年8月30日、アクティビジョンがiOS向けにワイプアウトのゲームをリリースし、それはたちまちApp Storeで売上1位のアプリになった
2013年5月9日、第6シーズンが初回放送された。 同シーズン中に、ワイプアウトは100話到達を祝った。
2014年1月22日、ワイプアウトは第7シーズンに向けたリニューアルが行われた。初めてシーズン最後に各エピソードの優勝者が「トーナメント・オブ・チャンピオンズ」として集められ、究極のワイプアウトチャンピオン(Ultimate Wipeout Champion)の称号を競うこととなった。同年6月22日に第7シーズンが始まり、新エピソードが日曜日に放送された。第7シーズンは2014年9月7日に終了した。
ワイプアウトは『ワイプアウト・エクストリーム』という名の新しいバージョンで第8シーズンに向けたリニューアルがされたようである。しかし、ABCは2015年夏までにこの番組を静かに打ち切り、ABCのウェブサイトからそれを削除した。
『ワイプアウト』は2018年秋から2019年シーズンにかけて、今度は地方局での再放送同時配給で復活した（注：ほとんどの地方局は夜通しでワイプアウトの再放送を開始した）。オーランドのWFTVとWRDQ、ダラスのWFAA、ダーラム (ノースカロライナ州)のABC O&O WTVDなどが放送局として参加した。無料のオーバー・ザ・トップ(OTT)プロバイダPluto TVを通せば、米国およびフランチャイズの海外版を含む独自のリニアチャンネル（IP放送でリアルタイムに番組配信する）としても視聴可能だった。

## 競技

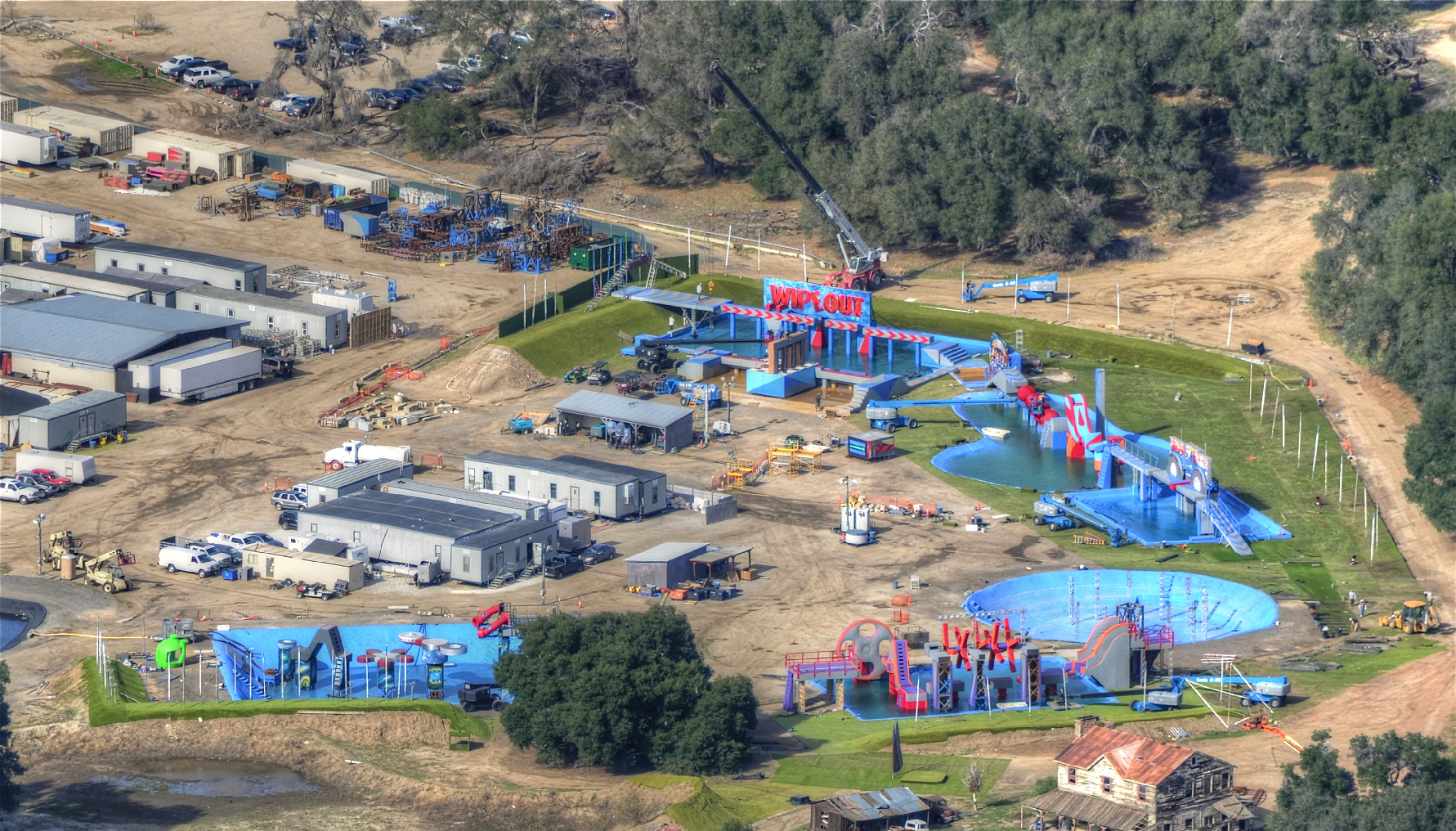
セーブルランチにある『ワイプアウト』の会場セット。2014年

出場者は4ラウンドの種目を通して、最終勝者が選ばれるまで競い合う。第1ラウンドでは、24人の出場者（1-3シーズンでは紹介されたが、シーズン4以降では紹介がなくなる）が一連の障害物を走り抜け、ゴールする時間の上位12人が通過する。この番組は、途中で障害物を完全攻略できない場合にゴール時間等の調整がどのように行われたのか、を視聴者に全く明かさなかった。
第2および第3ラウンドでは異なる2つの複雑な障害物が待ち構えている。典型的には出場者達がそこに入ると彼らを叩き落そうとする妨害装置を避けていく必要があり、その後は着陸パッドまで跳躍してゴールするといった巨大構造物で、そこではジル・ワグナーが彼らを待っている。出場者は約半数がゴールに到達するまでこれらの構造に挑み続け、できなかった半数が脱落となる。これでワイプアウト・ゾーンと呼ばれる最終ラウンドに到達する上位4名（一部シーズンでは上位3名）だけが残り、そこでの勝者がワイプアウト・チャンピオンの称号と賞金5万ドルを手にする。
挑戦課題は毎週変わるが「Big Balls」や「Sucker Punch」「Sweeper」「Dizzy Dummy」「Dreadmill」など、常に一風変わったコミカルな障害が特徴である。
突然の痛烈な衝突（当たる部分には沢山のパッド詰めがなされ、たまに出場者がヘルメットや薄手のジャケットを着用することもある）を引き起こし、その後に大々的な水中への落下を起こす可能性のある障害物に常に重点が置かれている。そのことが『ワイプアウト（一掃する・ぶつかる・転倒する）』という番組の題名になっている。ワイプアウトした一環で、出場者が泥、泡、ほか思いもよらない物まみれになってしまう事も多い。
番組名物の1つだがコメンテーターは面白おかしい解説をするので、出場者が障害と立ち向かっている時に彼らを嘲笑したり侮辱することも多い。司会者はダジャレを頻繁に使う。滑稽な音響効果や安っぽい視覚効果もしばしば加えられる。2人の司会者間のやりとりは本題から外れたものも多く、アンダーソンはプレイごとに概ねその人物役を直接演じ、ヘンソンは競技解説者として突拍子もないデタラメや不条理な推論を言ってのける。ジル・ワーグナーは素晴らしいリアクションを追加したり、出番の前に撮影された出場者へのインタビューを行う。そのインタビューでは出場者の個性の奇妙な側面を強調する傾向があり、会話が進むにつれてワーグナーは顔の解説をしだす。通常は第1ラウンドに合格する人のみが紹介され、ゲームを通して使用されるあだ名が割り当てられる。
日が暮れると、この番組は滑稽さが減って壮大かつ真面目なものとなり、お気軽なテーマ音楽の代わりに厳粛なBGMが流れる。最後の4人ないし3人の競技者は、ワイプアウト・ゾーンと呼ばれるスタジオ内の大掛かりな障害物コースで別々に競技を行い、それぞれが第1ラウンドと同じように最速タイムでのコース終了を目指す。各話で僅かなバリエーションがあるものの、競技者はウェットスーツを着用して、ウォータースライダーを滑り降りるか巨大なカタパルトによって着水し、最初の障害物まで泳いでいくことで始まる。障害物は各話で異なるが、コースにはゴールの高台にたどり着くため通過しなければならない障害が幾つかある。一部の障害物はタイムペナルティを受けて飛ばすこともできるが、最後の障害物はゴール地点に到達するため完遂しなければならない。このコースで最速タイムを記録した選手がそのエピソードの「チャンピオン」と宣告され、番組の優勝賞金5万ドルが授与される。ワイプアウト・ゾーンは、特に失敗した障害物の再挑戦をするためスタート地点まで泳ぐ必要がある場合に、競技者をしばしば極度の疲労困憊に追い込んでいる。

## エピソード数
| シーズン | シーズン | 話数 | 話数 | 放送期間      | 放送期間      |
| シーズン | シーズン | 話数 | 話数 | 初回放送      | 最終回放送    |
| -------- | -------- | ---- | ---- | ------------- | ------------- |
|          | 1        | 11   | 11   | 2008年6月28日 | 2008年9月16日 |
|          | 2        | 17   | 17   | 2009年2月1日  | 2009年9月16日 |
|          | 3        | 18   | 18   | 2010年6月1日  | 2010年9月14日 |
|          | 4        | 31   | 31   | 2011年1月6日  | 2011年9月15日 |
|          | 5        | 24   | 24   | 2011年12月8日 | 2012年9月29日 |
|          | 6        | 16   | 16   | 2013年5月9日  | 2013年9月19日 |
|          | 7        | 13   | 13   | 2014年6月22日 | 2014年9月7日  |

## 評判
初回放送の晩に『ワイプアウト』は2008年夏の新作番組の最高評価を獲得し、長寿夏番組の『ヘルズ・キッチン〜地獄の厨房』や『アメリカズ・ゴット・タレント』と競合するようになった。シーズンが進むにつれて、ニールセン・メディア調査は18-49歳層の第1位をこの番組として『アメリカズ・ゴット・タレント』に肉薄した。2008年8月6日に『ワイプアウト』は第2シーズンに向けて正式にリニューアルされた。2009年5月27日に第2シーズンが初放送されると視聴者は969万人で、『ワイプアウト』第1シーズンの平均を突破し、ABCに2007年11月以降の水曜午後8時帯での最高数字を与えた。2010年6月22日に第3シーズンが初放送されて1021万人、ここには2010年6月1日に1280万人の視聴者を獲得した特番「ブラインドデート」も含まれる。2016年、ニューヨークタイムズ紙によるFacebookの「いいね！」最多50番組に関する調査記事で、『ワイプアウト』は「白人の割合が高い北部の農村地帯で最も人気が高かった。アイダホ州、ユタ州、ウィスコンシン州、メイン州ではいずれもこの番組が1位だった」ことが判明した。
2011年1月6日、『冬のワイプアウト』第1シーズン初回放送はシリーズ史上最高の評価となり、同番組を待ち望む18-49歳層のほかにも多くの主要層で午後8時の競争に打ち勝った。

## 受賞とノミネート
| 年   | 賞                   | 部門                                | 結果       | 出典            |
| ---- | -------------------- | ----------------------------------- | ---------- | --------------- |
| 2009 | Rose d'Or            | エンターテイメント                  | ノミネート | [ 26 ]          |
| 2010 | Entertainment Weekly | Guilty Pleasure Reality Showdown    | 受賞       | [ 27 ]          |
| 2010 | Kids' Choice Awards  | Favorite Reality Series             | ノミネート | [ 28 ]          |
| 2011 | Kids' Choice Awards  | Favorite Reality Series             | ノミネート | [ 29 ]          |
| 2011 | Teen Choice Awards   | Choice TV: Reality Competition Show | ノミネート | [ 30 ]          |
| 2012 | Kids' Choice Awards  | Favorite Reality Series             | 受賞       | [ 31 ] [ 注 1 ] |
| 2013 | Kids' Choice Awards  | Favorite Reality Series             | 受賞       | [ 32 ]          |
| 2014 | Kids' Choice Awards  | Favorite Reality Series             | 受賞       | [ 33 ]          |
| 2014 | Teen Choice Awards   | Choice Summer TV Series             | 受賞       | [ 34 ]          |
| 2015 | Kids' Choice Awards  | Favorite Reality Show               | ノミネート | [ 35 ]          |

Notes
1. ↑  『ワイプアウト』は初受賞で、創設以来この部門賞を毎回獲得していた『アメリカン・アイドル』を退けた。2億2000万票以上の投票が行われた。[31]

## 訴訟
この番組のコンセプトや様式は日本の幾つかのアトラクション番組とりわけ『筋肉番付』や『風雲たけし城』と比較されている。このことが日本の放送局TBSテレビの目に留まり、2008年10月に同局は『ワイプアウト』が日本のいくつかの古典的な競争アトラクション番組の「露骨なコピー」だと告発すると共に、ABCに対して著作権侵害訴訟を起こした。その告発の中では、ABCが『ワイプアウト』公式ページへのトラフィックを促進する目的で『MXC（『風雲たけし城』のアメリカ版）』などのGoogle検索用語を購入したことや、『ワイプアウト』における具体的な障害物がこれら日本のアトラクション番組にある課題のパクリだったことが挙げられている。
エンデモルの『Fear Factor』も手掛ける『ワイプアウト』製作兼総指揮のマット・クニッツは、『ワイプアウト』が「90％は『Fear Factor』から閃いたもので、10％が日本のアトラクション番組に触発された」と語り、『ワイプアウト』は面白いスタントシリーズをやろうという願望から生まれた、とロサンゼルス・タイムズ紙のインタビューで付け加えた。報道によれば『Fear Factor』がアメリカズ・ファニエスト・ホーム・ビデオ (America's Funniest Home Videos) に合致するので、彼はこの番組を売りたがっていた。
2011年12月、同訴訟は審理にかけられることなく、連邦裁判官との仲裁調停を介して和解が成立した。

## ビデオゲーム
ワイプアウトはまた『ワイプアウト:ザ・ゲーム』としてビデオゲームに移植されており、シーズン3の初回放送に合わせて2010年6月22日に米国販売された。同ゲームはアクティビジョンによって開発され、WiiとニンテンドーDSでリリースされた。ゲームでは、プレイヤーは23種類のキャラクターを選ぶことができる。各選手には4つのカテゴリがあり、それぞれ体のサイズによって異なる一定量の「スピード」と「強さ」数値がある。「小型」選手はスピードに優れているが強さはほとんどない。「中型」選手はよりバランスの取れたスピードと強さであるが、どちらも支配的な特性としては機能しない。「大型」選手は強さが強大だがスピードでは劣る。これらの初期3カテゴリには、それぞれ6人の異なるキャラクターがいる。女性3人と男性3人で、各選手とも3種類の衣装を選択できる。4番目のカテゴリは「スペシャル」でスピードと強さの両方が高い。このカテゴリには司会3人を含めた5人のキャラクターがいる。
ゲームは異なる2つのモードで遊べる。チャレンジモードは、プレイヤーが特定の障害物に挑んで一定時間内にそれらを走破するものである。もう一つが番組プレイで、これはTV番組と同じようにゲームを進めていくことになる。最初に予選ラウンドを通過して、次にスイーパーラウンドに進む。 第3ラウンドのFree For Allには3つの異なるバージョンがある。簡単レベルだとDizzy dummy（番組の種目）でプレイヤー達がコマのように回され、それから不安定な台や回転台を通り抜けると言うもの。挑戦レベルではUnclaimed Baggage（投げつけられるスーツケースを避け続ける種目）を行い、究極レベルではDouble Crosser（回る床の上を走りつつ逆回転で迫り来る棒を躱してゴールする種目）が待ち構えている。 最終面ではワイプアウト・ゾーンを攻略する。Wiiのゲームは番組（およびニンテンドーDS版）と異なり参加者はわずか4人で、最初の3ラウンドでは誰も脱落しない。ゲームにはヘンソン、アンダーソン、ワーグナーによるコメント解説が行われ、それら3人はロック解除することで全員プレイ可能なキャラクターとして登場する。
もう1つのワイプアウトゲームがアクティビジョンにて製作されていて、こちらはキネクト搭載Xbox 360用で『Wipeout:In The Zone』というタイトルである。キネクト機能をフル活用したragdoll wipeoutであったり、Wii版やDS版とは異なるBruiseballなどのラウンドがある。こちらのゲームは、2011年6月16日に「ABC局での夏季ワイプアウトの初放送と連動して」リリースされた。2011年8月18日にアクティビジョンはキネクト搭載Xbox 360、PlayStation 3、Wii、Nintendo DSおよびNintendo 3DS向けに『Wipeout 2』という初代ワイプアウトゲームの続編を開発中だと発表した。この新ゲームは「番組の夏冬シーズンから直接採用した障害物等で、全プラットホームにわたって更新された途方もないコースデザインが登場します。プレイヤーは雪、氷、泡、そして番組ファンに好評なSucker Punch WallやBig Ballsといった障害物を潜り抜けていく必要があり、50人を超える相手と共に優勝を目指すことになります」との触れ込みである。同作品は2011年10月11日にリリースされた。
2013年6月25日にアクティビジョンは、Wii、Wii U、Xbox 360、Nintendo 3DS向けに『Wipeout:Create＆Crash』という新作を2013年10月15日にリリースすると発表した。

## 米国以外の国際版
エンデモル・シャイン北米は『ワイプアウト』の番組様式を40以上の地域に販売し、これら国際版向けに2つの障害物コースをアルゼンチンに製作した。
- カナダでは、シティー (カナダのテレビ局)が6チャンネルで放送した最初の5シーズンについて、オリジナルの米国シリーズの放送だった。フランス系カナダ人向けのテレビ局Vもまた米国シリーズを放送したが、フランス語で吹き替えられた。オリジナルの米国シリーズはまた、英国のチャレンジ（Total Wipeout USAとして）、ニュージーランドのコメディセントラル、オーストラリアのナイン・ネットワークでも放送されている。フィリピンとインドではAXN、インドではコメディセントラル、オランダではRTL 5、香港では無綫電視明珠台で放送されている[48]。アイルランドではTG4によるアイルランド語吹き替えで放送されている。
- スカンジナビア諸国のデンマーク、ノルウェー、スウェーデンは、この3か国で互いに競い合う出場者の同じ映像に基づいて別々の番組バージョンを制作している。
- オランダ語版は、オランダとベルギーの合作である。
- アメリカ、イギリス、カナダ、オーストラリア版がポルトガルでは有料チャンネルFox Comedyで放送され、またスペイン語版とアルゼンチン版およびポルトガル語版の第1シーズン再放送は+TVIで放送される。
- イタリア語版はアメリカの番組から作られ、オリジナル音声も聞くことができる。番組の一部は英国版の『トータル・ワイプアウト (Total Wipeout) 』から拝借したものである